# Pareucephalacris diasyrtica
Pareucephalacris diasyrtica är en insektsart som beskrevs av Marius Descamps 1980. Pareucephalacris diasyrtica ingår i släktet Pareucephalacris och familjen gräshoppor. Inga underarter finns listade i Catalogue of Life.